# Burnham Overy
Burnham Overy är en civil parish i Storbritannien.   Den ligger i grevskapet Norfolk och riksdelen England, i den sydöstra delen av landet, 170 km norr om huvudstaden London. Antalet invånare är 311. Arean är 8,9 kvadratkilometer.
Terrängen i Burnham Overy är mycket platt.